# Grand Privilège

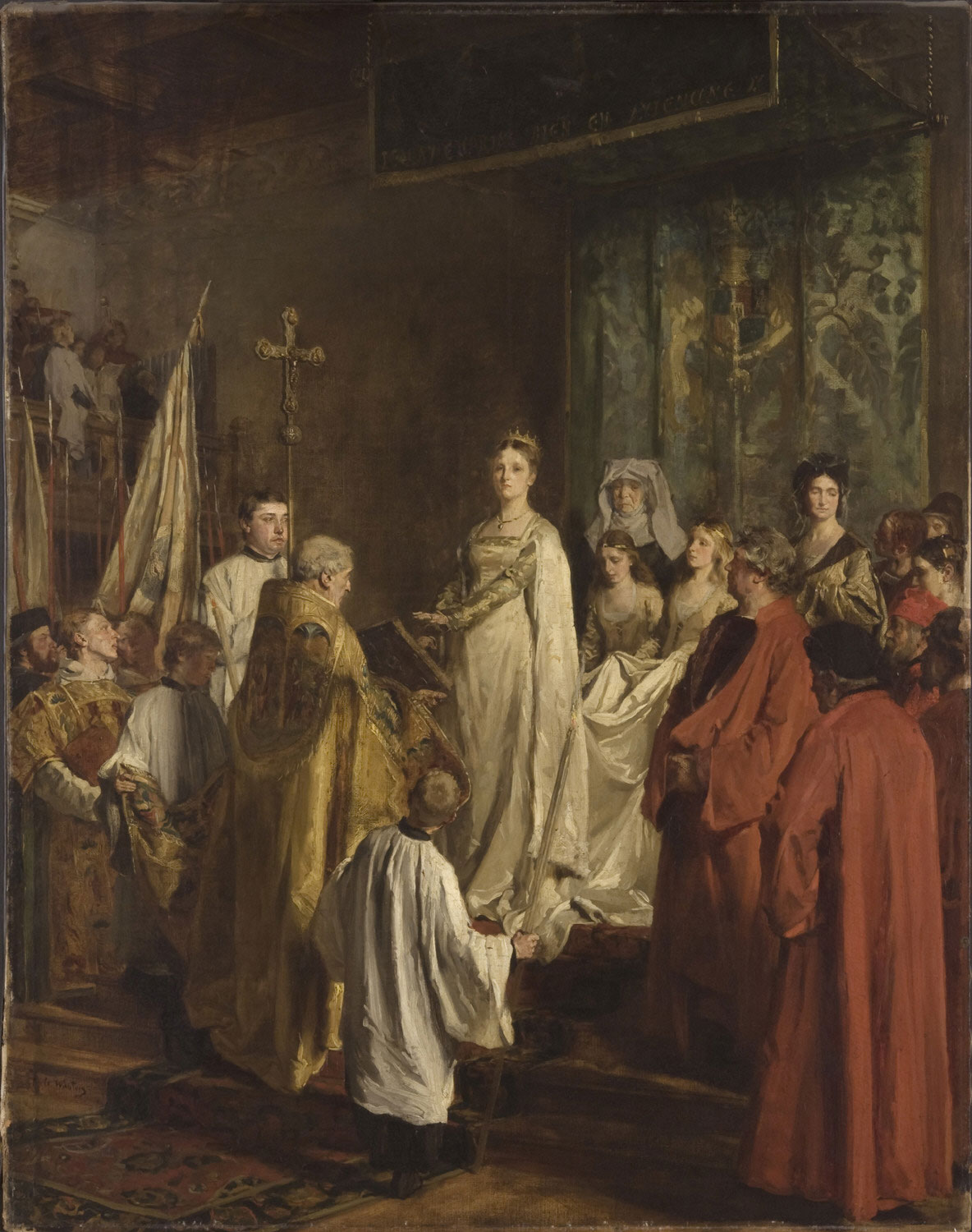
Le Grand Privilège accordé par Marie de Bourgogne. Tableau peint par Emile-Charles Wauters (1878)- Musée de Philadelphie - USA

Le Grand Privilège des Pays de par-deçà est une charte accordée aux Pays-Bas bourguignons le 11 février 1477 par Marie de Bourgogne.

## Histoire
Les termes de cette charte accordent de nombreuses concessions à ses sujets des Pays-Bas. Ils permettent notamment le retour à une autonomie des villes et des provinces en rétablissant les droits, privilèges, libertés et coutumes qui existaient avant la paix de Gavre, en particulier l'usage du français, qui n'est plus obligatoire dans les actes administratifs.
Si la charte maintient l'unité des Pays-Bas, elle entérine aussi une émancipation des régions vis-à-vis du pouvoir central, qui l'affaiblit rapidement face aux puissances voisines :
« Le Grand Privilège que les provinces bourguignonnes ont forcé l'héritier de Charles le Téméraire à leur garantir en 1477 laissa leur union intacte. Mais en substituant le pouvoir du prince par le pouvoir des États Généraux comme autorité centrale de l'État, ils transformèrent en fait l'État en une confédération de territoires autonomes. Il était évident qu'une telle confédération serait incapable de se défendre elle-même. »
— H. Pirenne, The formation and constitution of the Burgundian State